# Haldenwang (Schwaben)
Haldenwang er en kommune i Landkreis Günzburg i Regierungsbezirk Schwaben i den tyske delstat Bayern. Den er en administrationsby i Verwaltungsgemeinschaft Haldenwang.

## Geografi
Haldenwang ligger i Region Donau-Iller ved overgangen mellem Schwäbische Alb og Donaulandskabet.
Der er ud over Haldenwang disse landsbyer og bebyggelser i kommunen: Eichenhofen, Hafenhofen, Mehrenstetten og Konzenberg.